# Édouard de Cérenville
Édouard de Cérenville, né le 14 juin 1843 à Sépey près de Moudon et mort le 18 avril 1915 à Lausanne, est un  médecin, enseignant à l'UNIL et collectionneur vaudois.

## Biographie
Édouard de Cérenville fait ses classes à Lausanne puis part étudier la médecine à Zurich de 1863 à 1867. Membre de l'Association Belles-Lettres, il y passe son doctorat en 1868. Après des stages à l'étranger, il est nommé médecin-chef à l'Hôpital cantonal en 1871, professeur de pathologie et de clinique médicale dans la nouvelle Faculté de médecine de l'Université de Lausanne (1890-1898). Membre actif des organisations professionnelles des médecins sur les plans romand et national, il collabore régulièrement au Bulletin médical de la suisse romande, devenu Revue médicale. Il est également l'un des fondateurs de la Société climatérique de Leysin et de la Ligue vaudoise contre la tuberculose (1886). 
Édouard de Cérenville démissionne en 1898 pour donner davantage de temps à ses goûts artistiques et historiques. Amateur de peinture et de dessin, il a rassemblé une collection de dessins anciens des écoles italienne, flamande et hollandaise, que son fils René enrichira encore d'œuvres de petits maîtres suisses et autres. Une partie de la collection du père et du fils sera offerte au musée Jenisch Vevey dans le courant des années 1960.
Libéral, Édouard de Cérenville est membre du Conseil communal de Lausanne entre 1884 et 1888, année de la mise au point de la Convention sur le legs de Rumine. Fin 1893, quand l'avant-projet est mis au point par la Municipalité, Édouard de Cérenville publie avec Édouard Bugnion, son collègue à l'université de Lausanne, une brochure sur le projet, dénonçant le coût des investissements qui privera l'Université des réserves financières dont elle a tant besoin. Leur protestation ne ralliera pas les libéraux tout le monde étant lassé de ce serpent de mer.

## Sources
- « Édouard de Cérenville », sur la base de données des personnalités vaudoises sur la plateforme « Patrinum » de la Bibliothèque cantonale et universitaire de Lausanne.
- Léon Gautier, "Le professeur Édouard de Cérenville", in Correspondenz-Blatt für Schweizer Ärzte, 1915, p. 1-4
- Olivier Robert, Francesco Panese, Dictionnaire des professeurs de l'Université de Lausanne dès 1890, Lausanne, 2000, p. 219-220
- Cinq siècles de dessins: collections du Musée Jenisch, Vevey, 1997, p. XXV
- Edouard Bugnion, Édouard de Cérenville, Le fonds de Rumine et l'Université. Examen du projet municipal et propositions nouvelles, Lausanne, 1893